# ناومبورگ
ناومبورگ ناومبورگ شهری در جنوب ایالت زاکسن-آنهالت آلمان است. از این شهر رود ساله می‌گذرد و این شهر در منطقه‌ای کوهپایه‌ای واقع شده‌است و از نظر آب و هوایی منطقه‌ای خوب محسوب می‌شود.

## خصوصیات
ناومبورگ ۳۴٬۸۹۷ نفر جمعیت دارد.

## خواهرخوانده
شهر آخن خواهرخواندهٔ ناومبورگ هست.